# Troxochrota
Troxochrota es un género de arañas araneomorfas de la familia Linyphiidae. Se encuentra en la zona paleártica.

## Lista de especies
Según The World Spider Catalog 12.0:
- Troxochrota kashmirica (Caporiacco, 1935)
- Troxochrota scabra Kulczynski, 1894